# George Frederic Still

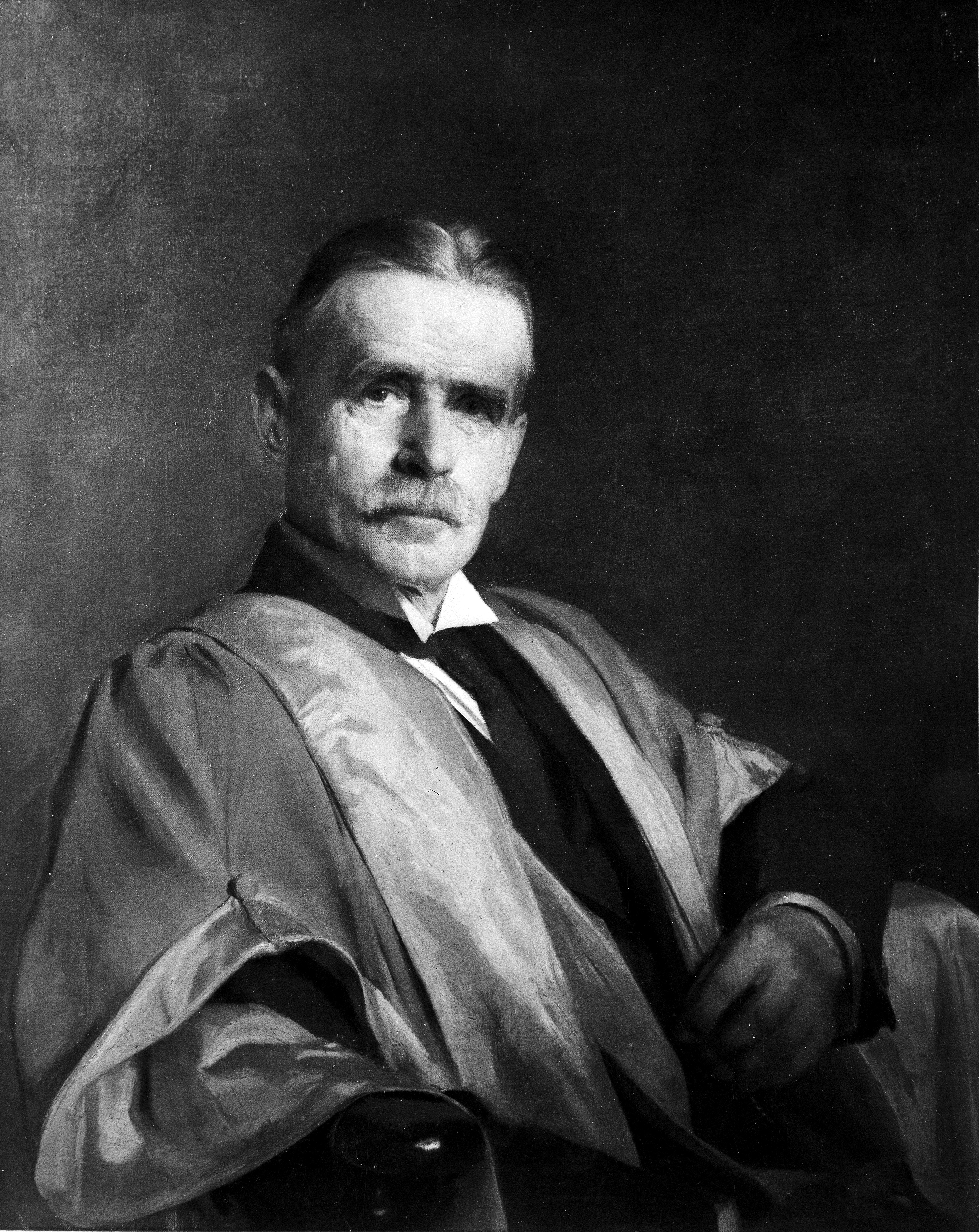
George Frederic Still

George Frederic Still (* 27. Februar 1868 in London, Vereinigtes Königreich; † 28. Juni 1941 in Salisbury, Vereinigtes Königreich), geschrieben auch George Frederi(c)k Still, war ein britischer Kinderarzt. Er beschrieb unter anderem 1896 die juvenile idiopathische Arthritis (nach ihm benannt auch Still-Syndrom oder Morbus Still) und 1902 die Symptome der Aufmerksamkeitsdefizit-/Hyperaktivitätsstörung (ADHS).

## Publikationen

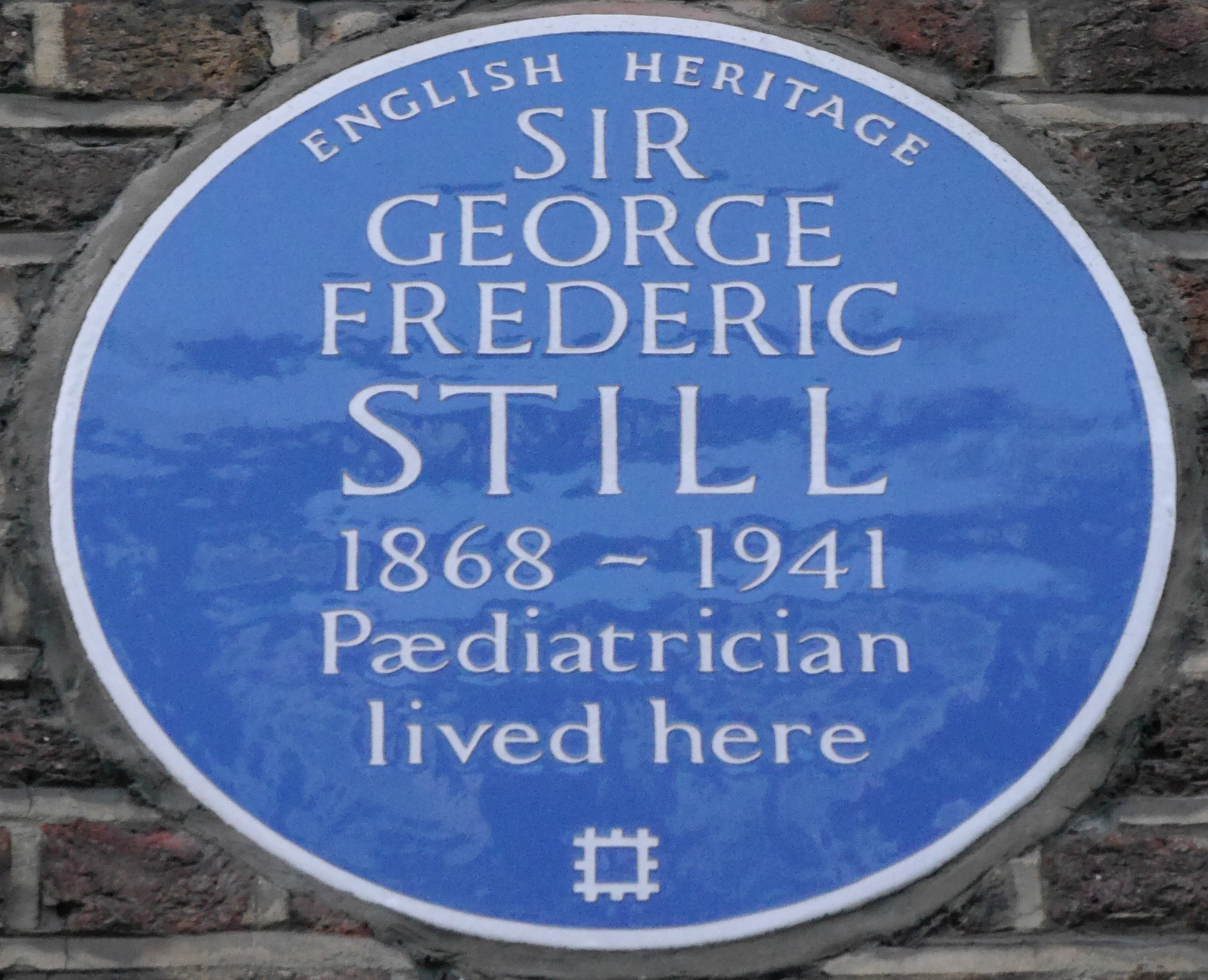
Blue Plaque für George Frederic Still in London

Auswahl von Veröffentlichungen Stills (mit jeweiligem Autorennamen; alle englisch):
- George F. Still: On a Form of Chronic Joint Disease in Children. In: Royal Medical and Chirurgical Society of London (Hrsg.): Medico-Chirurgical Transactions. 80. Jg., London 1897, S. 47–59, PMC 2036674 (freier Volltext).
- George F. Still: The Goulstonian Lectures On Some Abnormal Psychical Conditions In Children. In: The Lancet. 159. Jg.
  - Lecture I. Nr. 4102, 12. April 1902, S. 1008–1012.
  - Lecture II. Nr. 4103, 19. April 1902, S. 1077–1082.
  - Lecture III. Nr. 4104, 26. April 1902, S. 1163–1168.
- George Frederic Still: Common disorders and diseases of childhood. 1. Auflage. Henry Frowde, Oxford University Press, Oxford 1910. 2. Auflage 1912, Textarchiv – Internet Archive; (mehrere weitere Auflagen).
- George Frederic Still: The History of Paediatrics. The Progress of the Study of Diseases of Children up to the End of the XVIIIth Century. Oxford University Press, Oxford 1931; Reprint: Dawsons of Pall Mall, London 1965.
- G. Frederic Still: Common Happenings in Childhood. Oxford University Press, Oxford 1938.[1]